# مينو (مغني)
سونغ من هو (송민호، ولد 30 مارس، 1993 - يونغين، كوريا الجنوبية)، معروف باسم (مينو) هو مغني راب وكاتب أغاني.

## مسيرته
كان عضو سابق في فرقة بلوك بي، وحالياً هو عضو في فرقة وينر. تدرب في شركة واي جي إنترتينمنت، في 2013 أصبح متدرب في وايجي بعد ما رأوا تمثيله في المسلسل، ترسم كممثل في عام 2012 في مسلسل اسمه ” K-POP Extreme survival ” في القناة Channel A ،ترسم مع فرقة وينير عام 2014 بالبوم يتضم اغنيتين رئيسيتين هما COLOR RING و EMPTY و قد تخطت مشاهدتها المليون خلال ال24 ساعة الأولى وتضمن الالبوم أيضا عدد من الأغاني ومن ضمنها اغنيته المنفردة والاغاني هي وينر – Different ، وينر – BUT ، وينر – DON’T FLIRT ، وينر – LOVE IS A LIE ، وينر – TONIGHT ، تايهيون – CONFESSION ، واغنيته مينو – I’M HIM ، شارك في كتابة كلمات جميع اغاني ألبوم ترسيم وينر ما عدا سولو تايهيون، نوعه المفضل من الفتيات هي سولي من فرقة اف اكس، بوبي وزيكو اعز اصدقائه، اشترك في برنامج الهيب هوب الكوري ( شومي ذا ماني 4 ) وصل للنهائيات والبث المباشر النهائي ولكن لم يفز حصل على 15.600.000
-

## وصلات خارجية
- سونغ من هو على موقع IMDb (الإنجليزية)
- سونغ من هو على موقع ميوزك برينز (الإنجليزية)
- سونغ من هو على موقع ديسكوغز (الإنجليزية)
- سونغ من هو على موقع قاعدة بيانات الفيلم (الإنجليزية)